# ニュージャージー (原子力潜水艦)
|          |                                  |
| 艦歴     |                                  |
| 発注     | 2014年4月28日                    |
| 起工     | 2019年3月25日                    |
| 進水     | 2022年4月14日                    |
| 就役     | 2024年9月14日                    |
| その後   |                                  |
| 性能諸元 |                                  |
| 排水量   | 7,925トン                        |
| 全長     | 114.8 m                          |
| 全幅     | 10.4 m                           |
| 吃水     | 9.3 m                            |
| 機関     | S9G 原子炉×1基                   |
| 出力     | 40,000馬力                       |
| 最大速   | 水中:34ノット                    |
| 潜航深度 | 488 m                            |
| 乗員     | 132名                            |
| 兵装     | VLS 6連装2基 533mm魚雷発射管 4基 |
| モットー |                                  |

ニュージャージー（USS New Jersey, SSN-796）は、アメリカ海軍の攻撃型原子力潜水艦。バージニア級原子力潜水艦の23番艦で、同級のブロックIVに属する。艦名は、アメリカ海軍初の潜水艦であるUSSホランドが設計および建造されたニュージャージー州に因み、その名を持つ艦としては、バージニア級戦艦4番艦（BB-16）、アイオワ級戦艦2番艦（BB-62）以来3隻目である。
アメリカ海軍の攻撃型原子力潜水艦としては初めて、男女両方の乗組員が勤務することを前提に設計された。

## 艦歴
ニュージャージーは2015年5月24日にニュージャージー州ジャージーシティで命名され、建造はハンティントン・インガルス・インダストリーズのニューポート・ニューズ造船所で行われた。2019年3月25日に起工し、2022年4月14日に進水、2024年9月14日に就役式が行われた。母港はノーフォーク。